# آکیکو واکابایاشی
آکیکو واکابایاشی (انگلیسی: Akiko Wakabayashi؛ زادهٔ ۲۶ اوت ۱۹۴۱) هنرپیشه اهل ژاپن است.
از فیلم‌هایی که در آن نقش داشته می‌توان به کینگ کونگ در برابر گودزیلا و شما فقط دو بار زندگی می‌کنید اشاره کرد.